# Calliodentalium crocinum
Calliodentalium crocinum is een Scaphopodasoort uit de familie van de Calliodentaliidae. De wetenschappelijke naam van de soort is voor het eerst geldig gepubliceerd in 1907 door Dall.